# Clube Atlético Mineiro em competições internacionais de futebol
A história do Clube Atlético Mineiro em competições internacionais de futebol iniciou-se em 1972, ano em que pela primeira vez disputou um torneio oficial a este nível. Desde então, o clube brasileiro, sediado na cidade de Belo Horizonte, Minas Gerais, participou de 23 edições de competições continentais oficiais e de uma edição de uma competição intercontinental oficial, todas no futebol masculino. O Atlético Mineiro venceu quatro títulos oficiais internacionais: a Copa Libertadores da América uma vez (em 2013), a Copa Conmebol duas vezes (em 1992, a primeira edição, e em 1997), e a Recopa Sul-Americana uma vez (em 2014). O clube foi também vice-campeão da Copa Conmebol em 1995, da Copa Ouro em 1993 e da Copa Master da Conmebol em 1996.
Antes da existência de competições internacionais entre clubes, o Atlético Mineiro havia jogado contra equipes estrangeiras a nível amistoso desde 1929, e realizado uma excursão pela Europa em 1950. O clube, ao longo de sua história, também disputou e venceu competições internacionais não-oficiais no futebol masculino profissional, e torneios internacionais de categorias de base. O departamento de futebol feminino do clube não participou de competições internacionais.
Como campeão brasileiro em 1971, o clube se classificou para a Copa Libertadores de 1972, sua primeira participação continental. O Atlético posteriormente estreou nas primeiras edições da Copa Conmebol, em 1992, da Copa Ouro, em 1993, e da Copa Master da Conmebol, em 1996. Sua primeira e única participação na Copa Mercosul ocorreu na edição de 2000, e a estreia na Copa Sul-Americana ocorreu em 2003 (a primeira edição da qual clubes brasileiros participaram). A primeira e única participação do clube em uma competição intercontinental se deu na edição de 2013 da Copa do Mundo de Clubes da FIFA, na qual terminou em terceiro lugar.
O maior placar do clube em vitórias a nível internacional oficial é 6–0, ocorrido duas vezes, contra o Mineros na Copa Conmebol de 1995, e contra o Cobreloa, na Copa Libertadores de 2000. O goleiro Victor é o jogador com mais partidas disputadas em competições internacionais oficiais pelo clube, com 41; os atacantes Guilherme e Jô são os recordistas de gols marcados, com 11 cada.

## Antecedentes e contexto

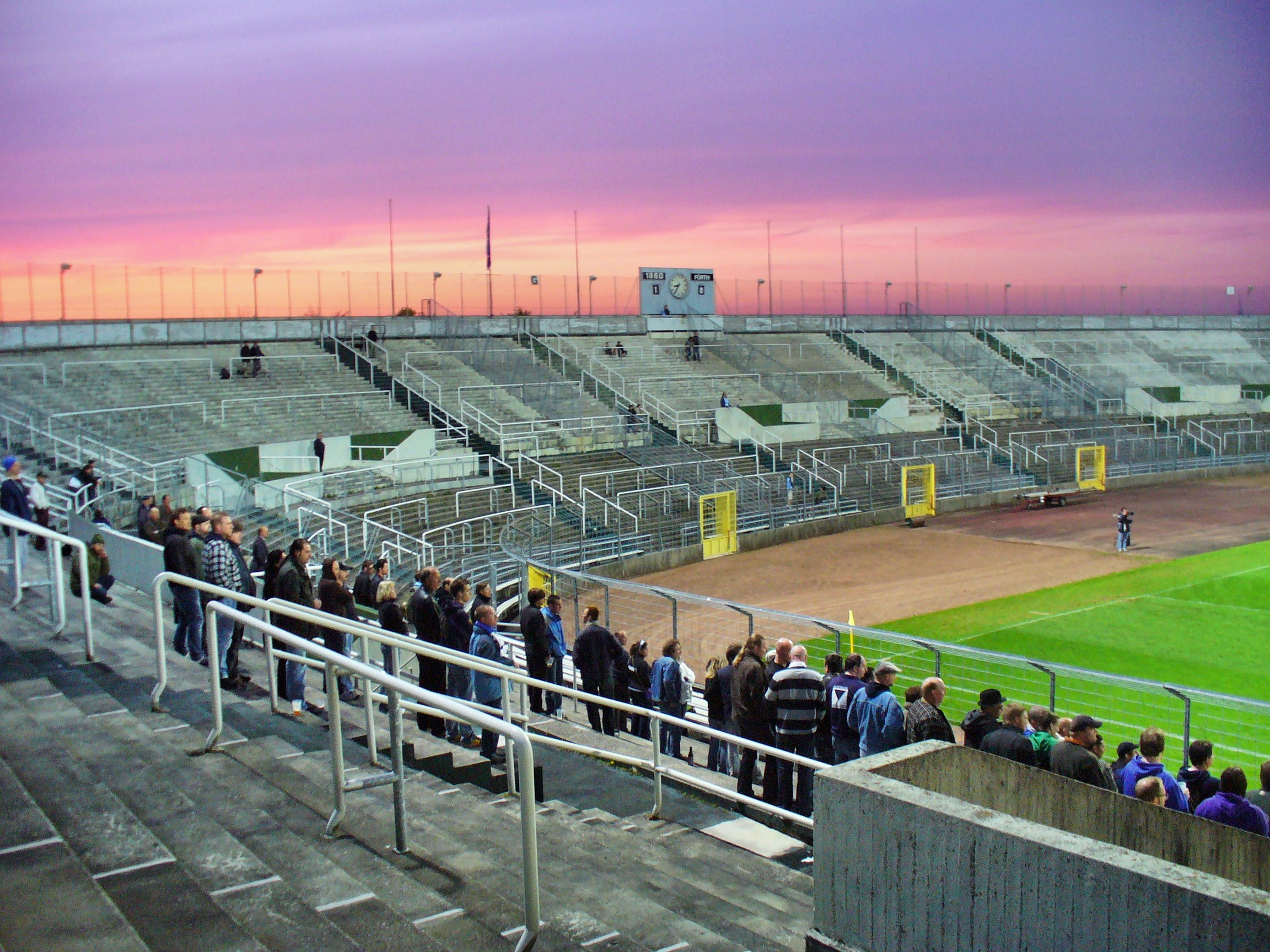
O Grünwalder Stadion (imagem), em Munique, foi o local onde o Atlético Mineiro jogou sua primeira partida fora do Brasil, durante uma excursão à Europa em 1950.

Anteriormente à criação de competições oficiais internacionais de futebol entre clubes, o Atlético Mineiro foi a primeira equipe de Minas Gerais a jogar contra um time estrangeiro, ao derrotar o Vitória de Setúbal, de Portugal, por 3 a 1 em Belo Horizonte, em 1929. Ao longo das décadas seguintes, o clube disputou partidas amistosas contra equipes estrangeiras, incluindo seleções nacionais, e em 1950, realizou sua primeira excursão pela Europa, durante a qual jogou dez partidas em cinco países. Realizada pouco depois do traumático Maracanaço, a turnê e os resultados conseguidos pelo Atlético, vários dos quais sob condições climáticas adversas e neve, foram vistos pela imprensa esportiva nacional da época como uma conquista histórica para o próprio futebol brasileiro.
A primeira competição continental organizada pela Confederação Sul-Americana de Futebol (CONMEBOL), a entidade controladora do futebol na América do Sul, foi a Copa Libertadores da América de 1960. Antes deste torneio oficial, Robinson Alvarez, presidente do clube chileno Colo-Colo, havia idealizado um Campeonato Sul-Americano de Campeões, que foi realizado em Santiago em 1948. Em 1958, o presidente brasileiro da CONMEBOL, José Ramos de Freitas, contatou as associações nacionais com a intenção de instituir uma competição anual entre clubes do continente. No ano seguinte, em um congresso da CONMEBOL em Caracas, foi decidida a criação da Copa dos Campeões da América, posteriormente renomeada como Copa Libertadores da América em homenagem aos heróis da independência sul-americana.
Entre 1959 e 1968 os campeões e vice-campeões da Taça Brasil de Futebol foram os representantes brasileiros na Copa Libertadores; a competição nacional havia sido criada com o intuito de selecioná-los. Clubes brasileiros não participaram das edições de 1966, 1969 e 1970 da Copa Libertadores, e em 1971 o campeão e o vice do Torneio Roberto Gomes Pedrosa preencheram as vagas brasileiras. De 1972 a 1989, os campeões e vices do Campeonato Brasileiro foram os representantes brasileiros; de 1990 a 1999 a segunda vaga foi ocupada pelos vencedores da Copa do Brasil. A Copa Libertadores teve um aumento no número de participantes em 2000, e desde então os vice-campeões e outras equipes melhores colocadas no Brasileiro também passaram a se classificar para o torneio.[carece de fontes?]
A Copa Libertadores foi a única competição continental na América do Sul até a criação da Supercopa Libertadores em 1988 e da Recopa Sul-Americana em 1989. A primeira era disputada pelos vencedores anteriores do principal torneio continental, enquanto que na segunda se enfrentavam os vencedores da Libertadores e da Supercopa do ano anterior. Em 1992 foi instituída a Copa Conmebol, um torneio para as equipes melhores classificadas em seus campeonatos nacionais que não haviam se qualificado para a Copa Libertadores. Outras "Copas" menores foram introduzidas pela CONMEBOL ao longo da década de 1990, algumas delas com apenas uma edição, na maior parte das vezes envolvendo vencedores de competições anteriores.[carece de fontes?] A Copa Mercosul e a Copa Merconorte substituíram a Supercopa em 1998, e posteriormente incorporaram a Copa Conmebol em 2000. Ambas foram substituídas em 2002 pela Copa Sul-Americana, que permanece como a segunda competição mais importante do continente. Em 2009, a confederação sul-americana introduziu a Copa Libertadores da América de Futebol Feminino, que passou a existir desde então como a única competição internacional oficial para esta categoria.
A nível intercontinental, entre 1968 e 1998, de forma intermitente, foi disputada a Copa Interamericana, entre os campeões continentais da CONMEBOL e da CONCACAF (a entidade que governa o futebol nas Américas Central e do Norte, e no Caribe).[carece de fontes?] Entre 1969 e 2004, a confederação sul-americana e a UEFA (o órgão administrativo do futebol europeu), organizaram conjuntamente a Copa Intercontinental, uma competição entre os vencedores da Copa Libertadores e da Taça dos Clubes Campeões Europeus (posteriormente, Liga dos Campeões da UEFA). A Copa Intercontinental foi substituída em 2005 pela Copa do Mundo de Clubes da FIFA, que reúne os vencedores das seis confederações continentais.

## História

### Primeiras participações (1972–81)
A primeira participação do Atlético Mineiro na Copa Libertadores ocorreu na edição de 1972, para a qual se classificou como campeão do primeiro Campeonato Brasileiro de Futebol em 1971. Na primeira fase, o Atlético foi sorteado para o Grupo 3, juntamente com os clubes paraguaios Olimpia e Cerro Porteño, e com o também brasileiro São Paulo, vice-campeão do Brasileirão. O Atlético não conseguiu avançar para fase seguinte, após empatar quatro jogos e perder um para o Cerro Porteño.[carece de fontes?] Uma partida contra o Olimpia, jogada no Paraguai, foi encerrada aos 84 minutos com o placar em 2 a 2, porque o Atlético teve cinco jogadores expulsos, e os pontos dados ao clube paraguaio. De acordo com o lateral-esquerdo atleticano Oldair, o Olimpia praticou um jogo violento, e em um dado momento os jogadores atleticanos tentaram revidar, mas acabaram sofrendo mais violência, inclusive da polícia local.

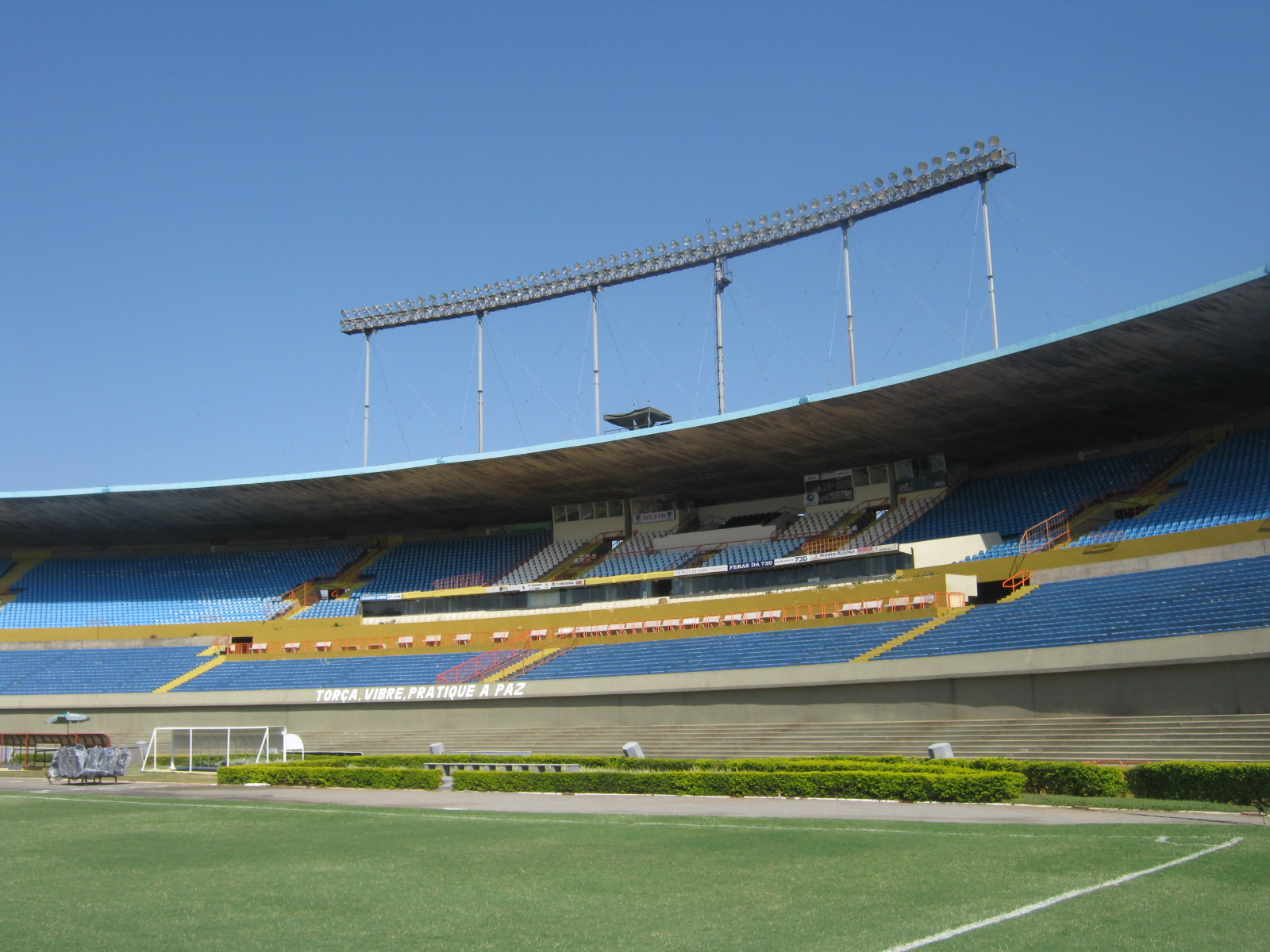
O Estádio Serra Dourada (imagem), em Goiânia, foi palco de um jogo-desempate entre Atlético Mineiro e Flamengo pela Copa Libertadores da América de 1981.

O Atlético não participou da Copa Libertadores novamente até 1978, classificando-se como vice-campeão do Brasileirão de 1977, no qual perdeu para o São Paulo na final. Os clubes brasileiros foram novamente designados para o Grupo 3, desta vez acompanhados das equipes chilenas Unión Española e Palestino. O Atlético se classificou invicto para a fase seguinte, com quatro vitórias e dois empates. Na fase semi-final, então disputada na forma de um triangular, a equipe enfrentou os argentinos Boca Juniors e River Plate. O Atlético venceu apenas uma partida, contra o River, e o Boca avançou para as finais, que venceu.[carece de fontes?]
Depois de mais dois anos de ausência da Copa Libertadores, o Atlético se classificou para a edição de 1981 como vice-campeão do Campeonato Brasileiro de 1980, no qual foi derrotado para o Flamengo. As finais havim tido arbitragem polêmica, com o atacante atleticano Reinaldo expulso diretamente, após marcar dois gols. Os representantes brasileiros novamente foram inseridos no Grupo 3, com Olimpia e Cerro Porteño (os quais o Atlético enfrentou pela segunda vez em uma fase de grupos da Libertadores). Os dois encontros entre as equipes brasileiras terminaram empatados em 2 a 2, e ambos os clubes venceram dois jogos e empataram dois contra os paraguaios, o que significou empate em pontos entre Flamengo e Atlético. As regras da competição previam jogo-desempate, em campo neutro, para se determinar qual equipe avançaria para as semifinais.[carece de fontes?]

"Aqui em Goiânia, o que houve? Na expectativa de ver um grande jogo, na expectativa de ver o Reinaldo, Zico, Cerezo, o Éder e outros grandes cobras do futebol brasileiro e mundial, uma multidão lotou completamente o Serra Dourada e acabou vendo essa grande vergonha do nosso futebol. O jogo acabou transformando-se num dos maiores assaltos de que se tem notícia nos últimos tempos. Foi um assalto organizado."

João Saldanha (jornalista e ex-técnico da Seleção brasileira de futebol). Jornal do Brasil, 22 de agosto de 1981.
A partida foi jogada no dia 21 de agosto no Estádio Serra Dourada, em Goiânia, um campo escolhido pelo Flamengo. Ao Atlético coube selecionar o árbitro, José Roberto Wright, que até antes da partida era tido como o melhor do país. Aos 33 minutos de jogo, Reinaldo, atacante e principal jogador do Atlético, recebeu um cartão vermelho direto após cometer uma falta no jogador flamenguista Zico, descrita pela imprensa como "normal" e "sem muita violência". Depois da falta, o jogador atleticano Éder foi expulso por reclamação, e o jogo foi interrompido. Um tumulto se iniciou, em que Palhinha e Chicão também foram expulsos, por insultarem o árbitro. Após o Atlético ficar com sete jogadores, o goleiro João Leite alegou uma lesão quando a partida foi reiniciada, mas Wright se recusou a interrompê-la. O defensor atleticano Osmar, então, segurou a bola com as mãos, impedindo o reinício, pelo que também foi expulso. A partida então terminou como um empate sem gols aos 37 minutos, porque o Atlético tinha menos de sete jogadores em campo. O resultado assegurou a classificação do Flamengo, que tinha o melhor saldo de gols na fase de grupos.
Após a partida, o Atlético tentou apelar para uma corte da Conmebol para que ela fosse anulada, sem sucesso. De acordo com Wright, a falta cometida por Reinaldo de fato foi "normal", mas a expulsão se deu em decorrência de um advertência verbal anterior. O árbitro também declarou que Éder, Palhinha e Chicão eram "chegados à indisciplina", e que teve de expulsar Éder para não perder o controle da partida. O episódio e a atuação do árbitro Wright foram descritas pela imprensa brasileira e sul-americana à época como "vergonha", "deplorável" e "vexame". O Flamengo avançou às semifinais e posteriormente venceu a competição.[carece de fontes?]

### Primeiros títulos e finais (1992–98)

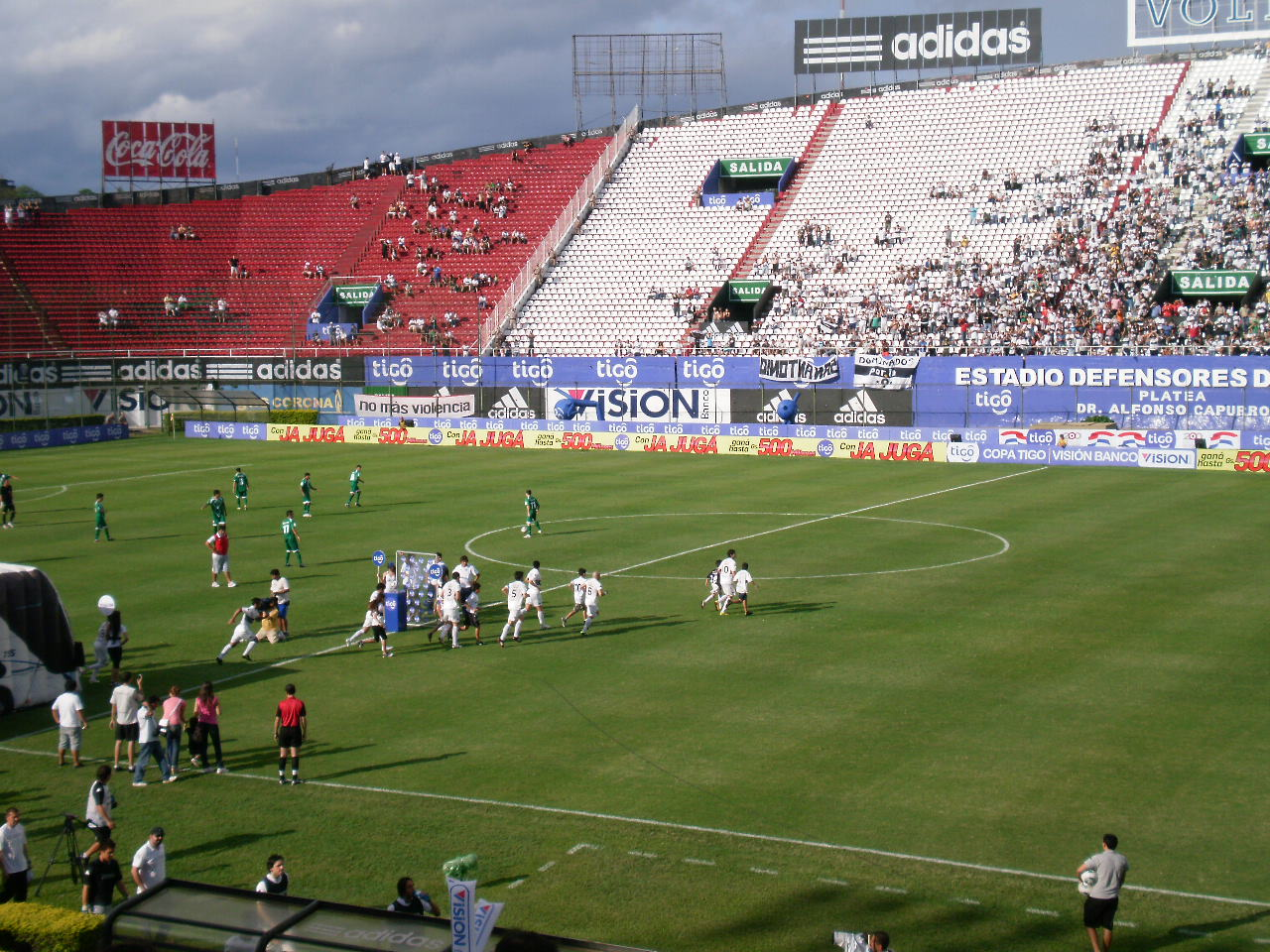
O Atlético Mineiro venceu seu primeiro título internacional oficial, a Copa Conmebol de 1992, no Estádio Defensores del Chaco (imagem).

Depois da edição de 1981 da Copa Libertadores, o Atlético Mineiro não se classificou para esse torneio continental nas duas décadas seguintes. O clube, entretanto, participou de certames não-oficiais durante a década de 1980: o Troféu Cidade de Vigo (que já havia disputado em 1977) e o Torneio Costa do Sol, em 1980; o Torneio Cidade de Lille, em 1980 e 1986; os torneios de Paris e Bilbau, e o Troféu Villa de Madrid, em 1982; o Torneio de Amsterdã, em 1984 e 1985, o Torneio Cidade de La Linea, em 1985; e os torneios de Manchester e de Rotterdam, em 1987.[carece de fontes?] Nesse período, o Atlético foi campeão dos troféus de Paris, Bilbau, Berna, Amsterdã e Costa do Sol. No início da década seguinte, o clube disputou e venceu o Troféu Ramón de Carranza em 1990, tendo participado no mesmo ano do Troféu Cidade de Pamplona. Em 1991, jogou novamente o Ramón de Carranza, e em 1992 disputou o Troféu Cidade de Lérida.[carece de fontes?]
O Atlético voltou a disputar competições internacionais oficiais em 1992, participando da primeira edição da Copa Conmebol, um novo torneio organizado pela confederação continental; o clube se classificou ao terminar o Campeonato Brasileiro de 1991 em terceiro lugar. A Copa Conmebol era disputada por 16 equipes, que jogavam eliminatórias em ida e volta. Nas oitavas de final, o Atlético eliminou o Fluminense com um placar agregado de 6 a 3, após uma derrota por 2 a 1 no Rio de Janeiro e uma vitória por 5 a 1 em casa. A equipe então enfrentou nas quartas-de-final o Atlético Junior, da Colômbia, que foi derrotado por um placar agregado de 5 a 2. O clube equatoriano El Nacional foi o adversário nas semifinais, em que Atlético perdeu a primeira partida em Quito por 1 a 0, mas venceu a segunda em Belo Horizonte por 2 a 0 e avançou.[carece de fontes?] O Olimpia, uma equipe que o Atlético já havia enfrentado em duas edições da Copa Libertadores, foi o adversário na final. Após de uma vitória por 2 a 0 no Mineirão com dois gols de Negrini, e uma derrota por 1 a 0 no Estádio Defensores del Chaco, o Atlético conquistou seu primeiro troféu internacional oficial. O atacante atleticano Aílton Delfino foi o artilheiro da competição, com seis gols.[carece de fontes?]
Como vencedor da Copa Conmebol de 1992, o Atlético Mineiro classificou-se para a edição seguinte da mesma competição, e para a Copa Ouro de 1993, um novo torneio organizado pela CONMEBOL, disputado pelos vencedores de todas as competições continentais do ano anterior (Copa Libertadores, Copa Conmebol, Supercopa Libertadores e Copa Master da Supercopa). Na Copa Ouro, o Atlético enfrentou seu maior rival, o Cruzeiro, na semi-final, disputada em jogo único no Mineirão, com torcida dividida. O jogo terminou em 0 a 0, e o Atlético se classificou para sua segunda final continental ao vencer uma disputa por pênaltis por 5 a 4. O time enfrentou o Boca Juniors nas finais, e terminou como vice-campeão depois de empatar por 0 a 0 no Mineirão e perder por 1 a 0 em La Bombonera. Na Copa Conmebol, o Atlético novamente eliminou o Fluminense nas oitavas-de-final (desta vez em uma disputa de pênaltis), e derrotou o clube peruano Deportivo Sipesa nas quartas-de-final por um placar agregado de 2 a 1. A equipe foi eliminada nas semifinais para o Botafogo, que seria o campeão da competição, após vencer a primeira partida por 3 a 1 em casa, mas perder a segunda por 3 a 0.[carece de fontes?]

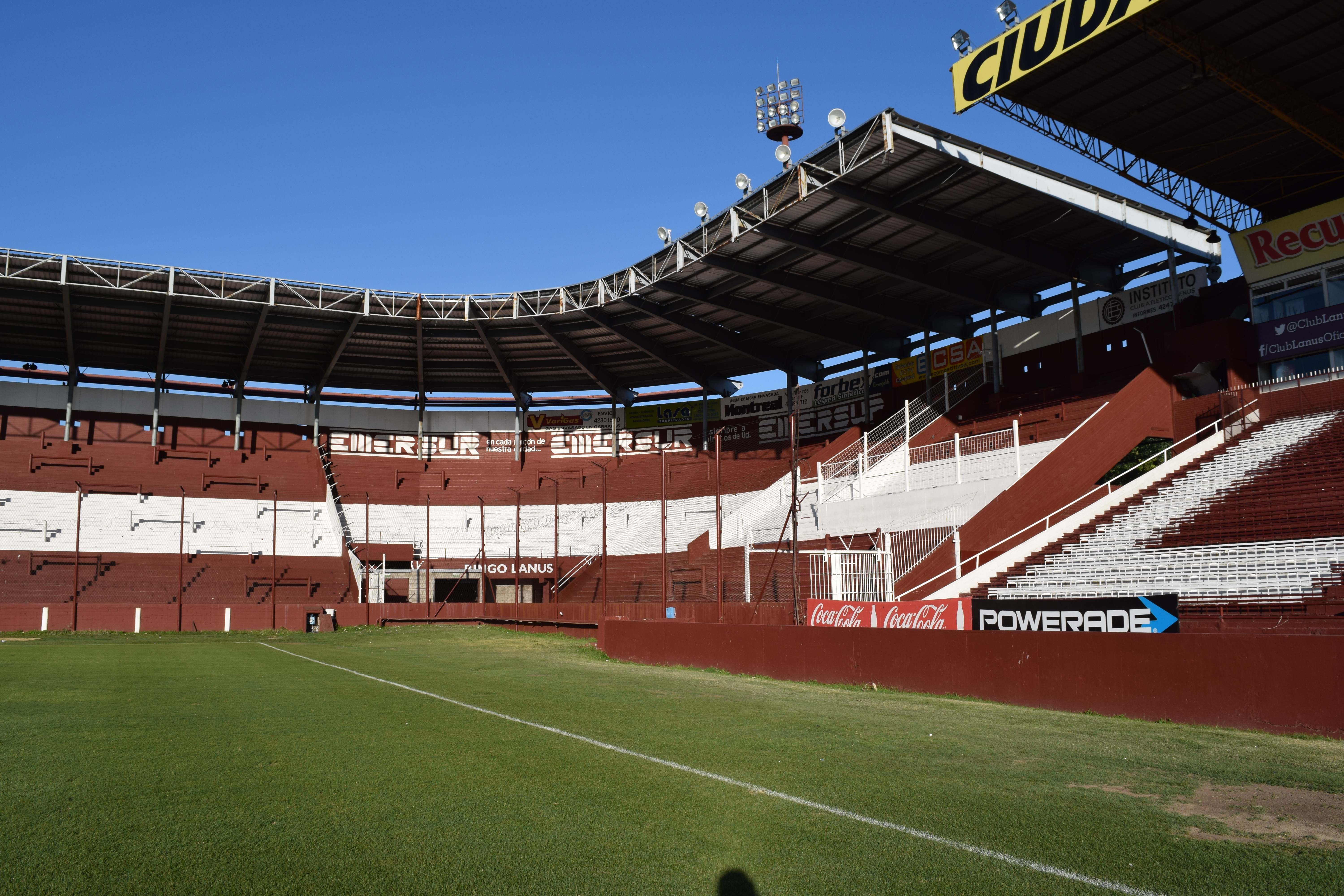
No jogo de ida das finais da Copa Conmebol de 1997, realizado no estádio La Fortaleza (imagem), do Lanús, jogadores e equipe técnica do Atlético foram encurralados contra o alambrado e agredidos.

Ausente de competições internacionais por um ano, o Atlético Mineiro retornou à Copa Conmebol em 1995, classificando-se após terminar em quarto lugar no Brasileiro de 1994. O time eliminou o Guarani de Campinas nas oitavas-de-final com um placar agregado de 2 a 1, antes de derrotar o venezuelano Mineros de Guayana com placares recordes nas vitórias em casa (6 a 0) e no agregado (10 a 0). Nas semifinais, o Atlético enfrentou o América de Cali, da Colômbia, o qual derrotou nos pênaltis por 4 a 3, após perder por 4 a 3 em Cáli e vencer por 1 a 0 em Belo Horizonte.[carece de fontes?] Em sua segunda final da Copa Conmebol, o Atlético enfrentou o clube argentino Rosario Central, e garantiu uma vantagem significativa no primeiro jogo, com um placar de 4 a 0 no Mineirão. Entretanto, na segunda partida, disputada no Estádio Gigante de Arroyito, o Atlético sofreu uma surpreendente derrota por 4 a 0, com um gol marcado pelo Rosario aos 87 minutos. O título foi decidido nos pênaltis, que terminaram com um placar de 4 a 3 a favor do Central. No ano seguinte, o Atlético participou da Copa Master da Conmebol, uma competição de uma única edição disputada em Cuiabá entre os vencedores anteriores da Copa Conmebol: Atlético, Botafogo, São Paulo e Rosario Central. O Atlético enfrentou o Central novamente apenas alguns meses após a desastrosa derrota do ano anterior, e desta vez venceu por 10 a 9 nos pênaltis, após um empate em 0 a 0 no tempo normal. Na final, jogada no Verdão, o Atlético foi derrotado pelo São Paulo por 3 a 0.[carece de fontes?]

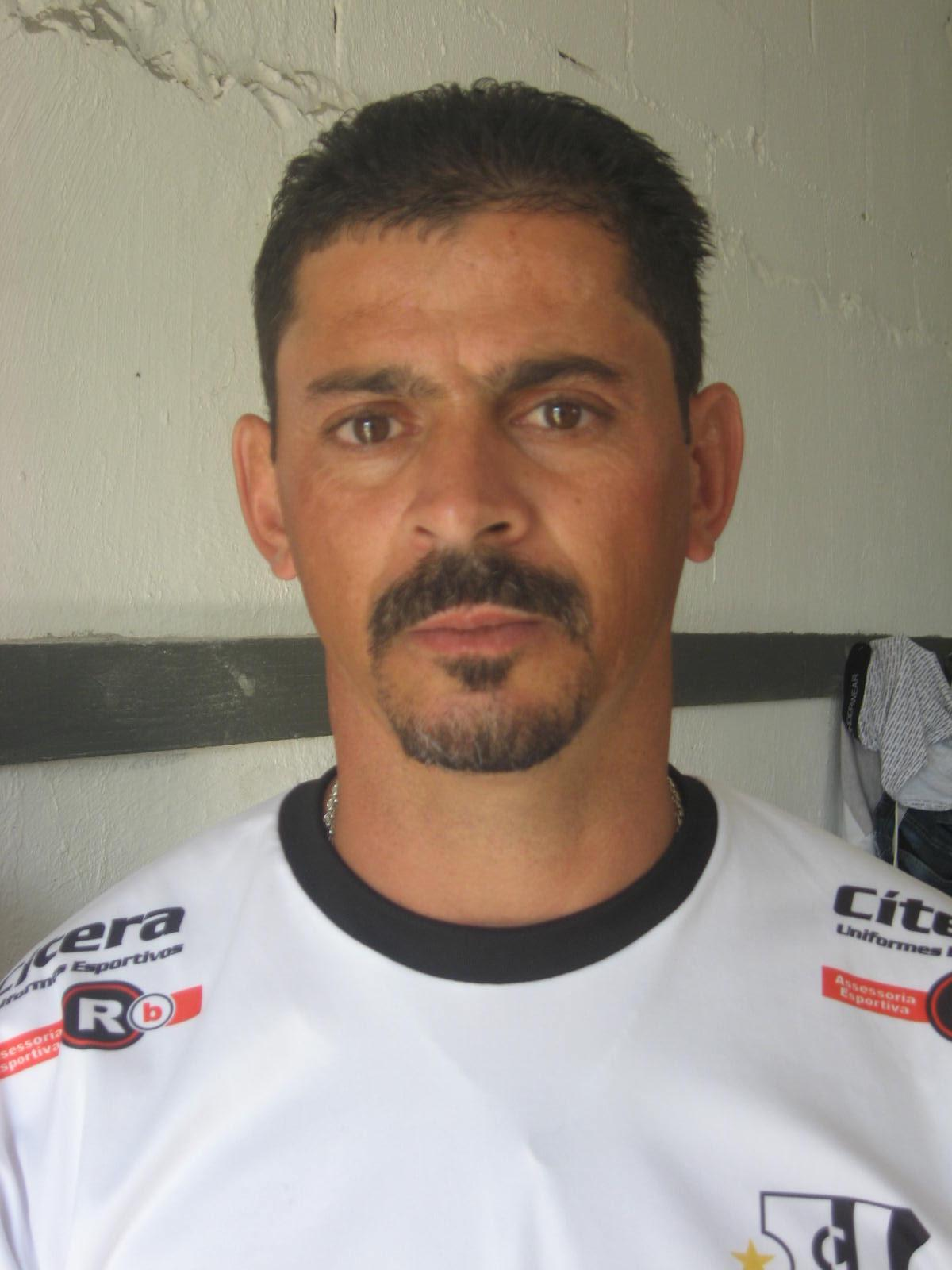
Valdir Bigode foi o artilheiro da Copa Conmebol de 1997, com sete gols.

Depois de terminar em terceiro na Série A de 1996, o Atlético Mineiro garantiu uma vaga na Copa Conmebol de 1997. O adversário nas oitavas-de-final foi a Portuguesa, que havia derrotado o Atlético nas semifinais do Brasileiro e terminado como vice-campeã. Desta vez, o Atlético eliminou a equipe paulista com um placar agregado de 4 a 1. Nas quartas-de-final, o time enfrentou e eliminou o América de Cáli pela segunda vez na história, com placares de 2 a 1 e 1 a 1. O adversário nas semifinais foi o Universitario, do Peru, derrotado por um placar agregado de 6 a 0. O Atlético, então, enfrentou um clube argentino em uma final continental pela terceira vez, tendo como adversário o Lanús, campeão da Copa Conmebol do ano anterior. O primeiro jogo foi disputado no Estádio La Fortaleza, em Lanús, e o Atlético venceu por 4 a 1.[carece de fontes?] Depois da partida, jogadores e membros da comissão técnica do Atlético foram encurralados no alambrado e agredidos por jogadores e torcedores do Lanús. Entre os feridos no confronto esteve o treinador Emerson Leão, que teve de ser submetido a cirurgia após ser atingido no rosto. O jogo de volta foi disputado no Mineirão, e desta vez o Atlético garantiu sua vantagem com um empate em 1 a 1, e venceu seu segundo título internacional, de forma invicta. O atacante Valdir Bigode, do Atlético, foi o artilheiro da competição, com sete gols.[carece de fontes?]
O clube classificou-se para a edição de 1998 da Copa Conmebol como campeão da anterior. O Atlético eliminou o clube paraguaio Cerro Corá nos pênaltis nas oitavas-de-final, e o boliviano Jorge Wilstermann nas quartas-de-final com um agregado de 4 a 1. Nas semifinais, o Atlético enfrentou o Rosario Central pela terceira vez em competições oficiais, e foi eliminado após um empate por 1 a 1 em Rosario e uma derrota por 1 a 0 em Belo Horizonte. Foi a última participação do clube na Copa Conmebol, uma vez que não se classificou para a última edição da competição, em 1999.[carece de fontes?] Naquele ano, o clube disputou e venceu dois torneios intercontinentais a nível amistoso: a Millennium Cup (ou Miami Cup), disputada nos Estados Unidos, e a Three Continents Cup, no Vietnã.

### Anos de Sul-Americana (2000–11)
O Atlético não participou de nenhuma competição continental em 1999, mas como vice-campeão do Campeonato Brasileiro daquele ano, classificou-se para a Copa Libertadores de 2000 e para a Copa Mercosul de 2000. Esta era uma nova competição continental instituída em 1998, que substituiu tanto a Copa Conmebol quanto a Supercopa Libertadores para clubes de Brasil, Argentina, Paraguai e Uruguai. Em seu retorno à Libertadores após dezenove anos, o Atlético foi sorteado no Grupo 8, juntamente com Bolívar (Bolívia), Bella Vista (Uruguai) e Cobreloa (Chile). O desempenho da equipe na fase de grupos foi inconstante, mas suficiente para garantir classificação para a fase seguinte em segundo lugar: o time venceu suas três partidas em casa (que incluíram uma vitória recorde de 6 a 0 sobre o Cobreloa), e perdeu os três jogos fora (também com um recorde, uma derrota por 4 a 0 para o Bolívar). Nas oitavas-de-final, a equipe enfrentou o Atlético Paranaense, que eliminou por 5 a 3 nos pênaltis, após vencer por 1 a 0 em casa e ser derrotado por 2 a 1 em Curitiba. O adversário nas quartas-de-final foi o Corinthians, clube que havia vencido o Atlético nas finais da Série A de 1999. Desta vez, depois de um empate por 1 a 1 no Mineirão, o Atlético foi derrotado por 2 a 1 em São Paulo, e eliminado.[carece de fontes?]
Na Copa Mercosul, o Atlético participou do Grupo E, com o uruguaio Peñarol, o argentino San Lorenzo, e o brasileiro Vasco da Gama. A equipe se classificou para as quartas-de-finais como primeiro do grupo, vencendo quatro jogos, empatando um com o Peñarol, e perdendo apenas um para o futuro campeão Vasco. Nas quartas-de-finais, o Atlético eliminou o Boca Juniors, vencendo por 2 a 0 no Mineirão e empatando por 2 a 2 em La Bombonera. O adversário nas semifinais foi o Palmeiras, vencedor da Copa Libertadores de 1999 e vice-campeão da Copa Mercosul de 1999. O Atlético perdeu ambas as partidas, por 4 a 1 em São Paulo e por 2 a 0 em casa, e foi eliminado da competição.[carece de fontes?]

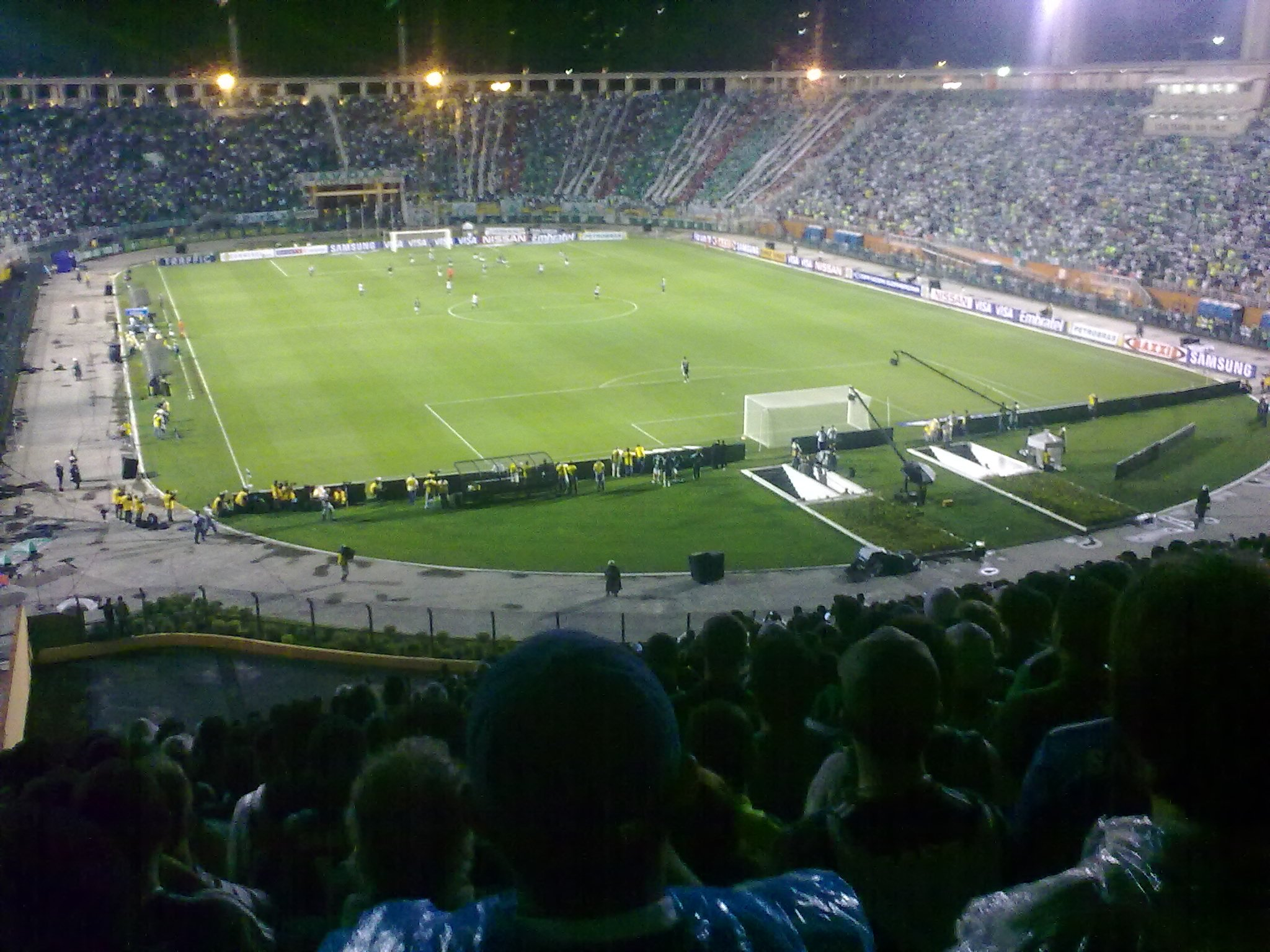
Partida entre Palmeiras e Atlético Mineiro no Pacaembu, pela Copa Sul-Americana de 2010.

O Atlético Mineiro não se classificou para nenhum torneio continental em 2001 ou 2002 (ano em que o Brasil não teve representantes na primeira edição da Copa Sul-Americana, competição que substituiu as Copas Mercosul e Merconorte). O clube se classificou para a Copa Sul-Americana de 2003, participando de um triangular preliminar entre equipes brasileiras, com Fluminense e Corinthians. O Atlético derrotou este por 2 a 0 em São Paulo, mas perdeu para aquele por 2 a 0 em casa, e não avançou para a segunda fase preliminar. O clube participou regularmente da Copa Sul-Americana nos anos 2000, mas não conseguiu passar da fase preliminar brasileira na maior parte das edições. Em 2004, o Atlético foi eliminado pelo Goiás após uma derrota por 4 a 2 fora e um empate por 1 a 1 em casa. Passando por um mau período em sua história, que incluiu o descenso da Série A em 2005, o clube se ausentou de torneios continentais por três anos, entre 2005 e 2007.
Após seu retorno à Série A em 2007, o time terminou em oitavo lugar e garantiu uma vaga na Copa Sul-Americana do ano seguinte, em que foi eliminado na primeira fase, depois de perder para o Botafogo por 8 a 3 no placar agregado. Na edição de 2009, o Atlético novamente caiu para o Goiás, desta vez nos pênaltis. Naquele ano, o clube participou da primeira edição da Campeonato Internacional de Verano (Copa Bimbo), um torneio amistoso organizado por Peñarol e Nacional, e terminou na terceira posição. Com o sétimo lugar no Campeonato Brasileiro de 2009, o Atlético classificou-se para a Copa Sul-Americana de 2010, em que avançou da fase preliminar ao derrotar o Grêmio Prudente (anterior e posterior Grêmio Barueri). A equipe então enfrentou o colombiano Independiente Santa Fe nas oitavas-de-final, que eliminou vencendo o primeiro jogo por 2 a 0 e perdendo o segundo por 1 a 0. O Palmeiras foi o oponente nas quartas-de-final, e o Atlético foi eliminado com um empate em 1 a 1 em casa e uma derrota por 2 a 0 no Pacaembu. A equipe participou ainda da Copa Sul-Americana de 2011, novamente sendo eliminado pelo Botafogo na fase preliminar, com duas derrotas.[carece de fontes?]

### Frequente e vencedor da Libertadores (2013–)
Depois de uma temporada ruim no campeonato nacional em 2011, em que não se classificou para nenhuma competição continental no ano seguinte, o Atlético foi vice-campeão do Campeonato Brasileiro de 2012, classificando-se para a Copa Libertadores pela primeira vez em doze anos. A equipe entrou na competição na segunda fase, na qual foi sorteada no Grupo 3, junto com Arsenal de Sarandi (Argentina), The Strongest (Bolívia), e mais uma vez o São Paulo. Com uma equipe composta por Ronaldinho Gaúcho, Jô, Diego Tardelli, Bernard e com o retorno de Gilberto Silva, o Atlético dominou o grupo, vencendo as cinco primeiras partidas. O São Paulo foi o responsável pela única derrota do time na última rodada, mas o Atlético já havia assegurado o melhor desempenho da competição na fase de grupos, o que significou que as partidas de volta em fases subsequentes seriam disputadas em casa. O São Paulo, como pior segundo colocado da fase de grupos, foi também o adversário da equipe nas oitavas-de-final. O Atlético venceu a partida de ida no Morumbi com uma virada por 2 a 1; no jogo de volta, disputado no Estádio Independência (que havia sido adotado como campo do clube desde o ano anterior), a equipe venceu por 4 a 1, com três gols de Jô, e avançou.[carece de fontes?]

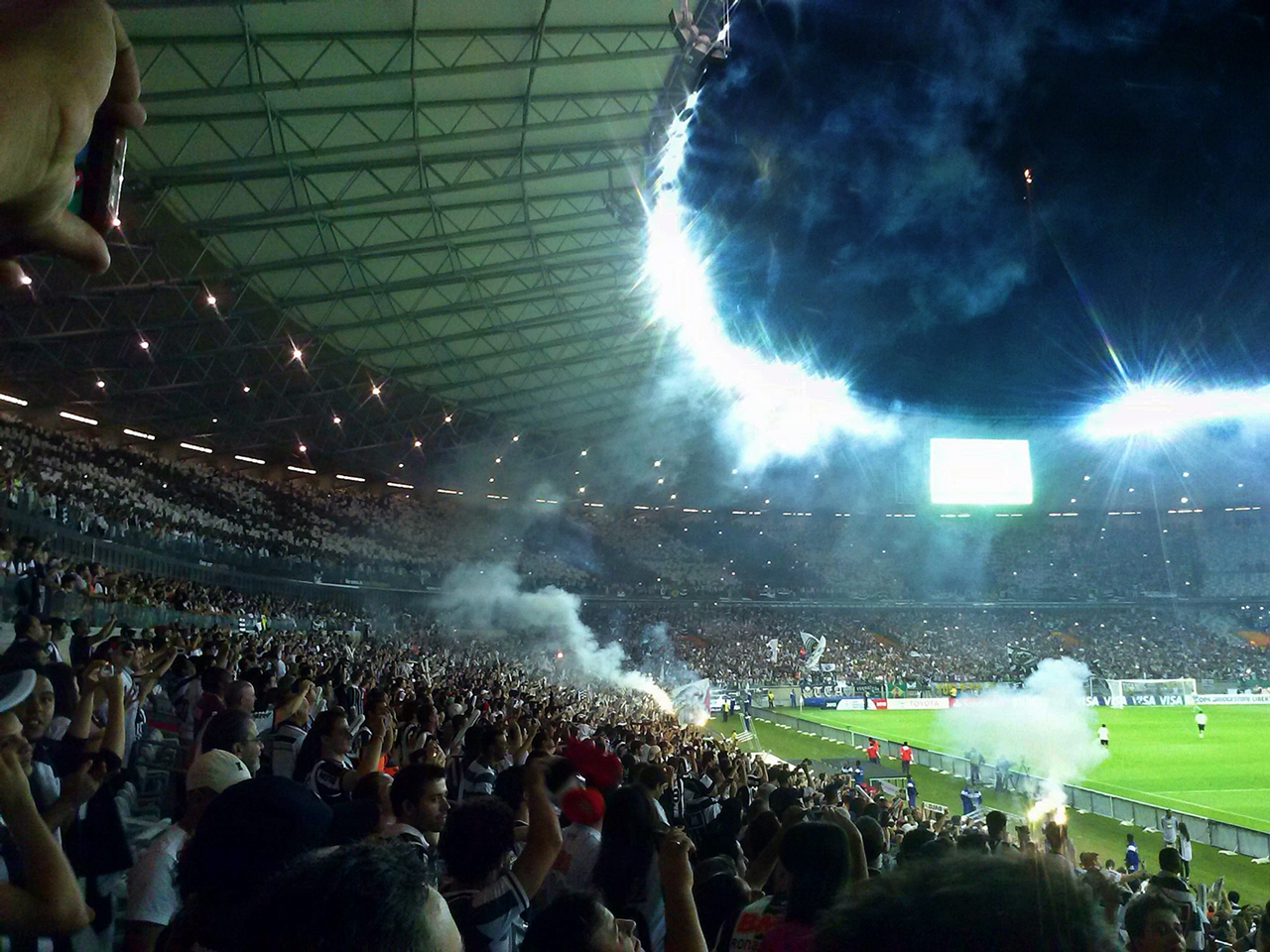
Torcedores do Atlético Mineiro no segundo jogo da final da Copa Libertadores de 2013.

O clube mexicano Tijuana foi o adversário nas quartas-de-final, e a primeira partida, disputada em Tijuana, terminou em 2 a 2, com um gol de empate do atleticano Luan nos acréscimos. Na partida seguinte, o Tijuana abriu o marcador, mas o Atlético empatou no primeiro tempo com o capitão Réver. Um momento emblemático para o clube ocorreu quando um pênalti foi marcado a favor do Tijuana nos acréscimos. Se marcado por Duvier Riascos, teria significado a eliminação do Atlético, mas a cobrança foi defendida pelo goleiro Victor com o pé. A defesa, segundo comentaristas esportivos e torcedores, representou um "chute" no histórico "azar" do clube. Nas semifinais, o Atlético enfrentou o campeão argentino Newell's Old Boys, e perdeu a primeira partida por 2 a 0 em Rosário. No jogo de volta, depois de uma interrupção quando o placar contava 1 a 0 por uma falha no sistema de iluminação do estádio, o Atlético marcou o segundo gol no sexto minuto dos acréscimos e empatou o placar agregado. Na disputa por pênaltis, o time brasileiro venceu por 3 a 2.
Nas finais, o Atlético enfrentou o Olimpia pela segunda vez em uma decisão continental, e o clube paraguaio venceu a partida de ida no Defensores del Chaco por 2 a 0. O regulamento da competição exigia estádios com capacidade mínima 40 mil pessoas para os jogos das finais, e a segunda partida foi jogada no Mineirão. Um gol de Jô no começo do segundo tempo e uma cabeçada de Leonardo Silva no 87º minuto empataram o placar agregado, que permaneceu o mesmo após a prorrogação. O título foi decidido em uma disputa de pênaltis, que o Atlético Mineiro venceu por 4 a 3 para erguer sua primeira Copa Libertadores. Jô foi o artilheiro do torneio com sete gols, e Victor foi eleito o melhor goleiro da competição. O título também garantiu prêmios para jogadores do Atlético a nível continental: Ronaldinho foi eleito o Futebolista Sul-Americano do Ano, e selecionado para a equipe ideal do continente de 2013, juntamente com Bernard, Réver, Marcos Rocha e Jô.

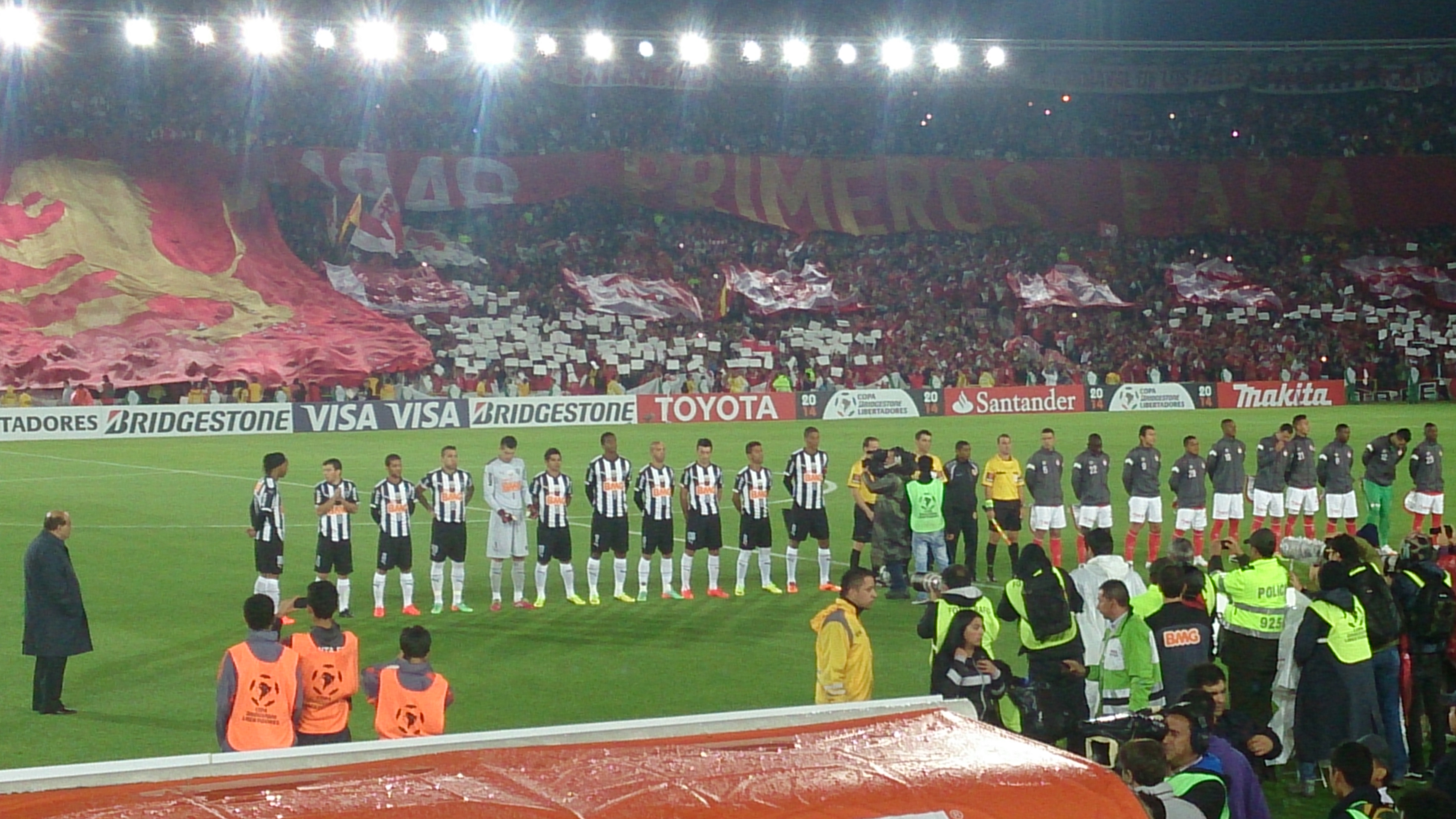
Jogadores de Atlético Mineiro e Independiente Santa Fe perfilados no Estadio El Campín, antes de partida da Copa Libertadores de 2014.

Como vencedor da Copa Libertadores, o Atlético classificou-se para a Copa do Mundo de Clubes da FIFA de 2013, sua primeira competição intercontinental oficial. A participação, entretanto, foi mal-sucedida, pois o Atlético caiu nas semifinais para o clube-sede (como campeão marroquino) Raja Casblanca por 3 a 1. Após a derrota inesperada, a equipe jogou na disputa de terceiro lugar contra o campeão asiático, o clube chinês Guangzhou Evergrande, que derrotou por 3 a 2 com um gol nos acréscimos. O título da Copa Libertadores também garantiu ao clube uma vaga na edição de 2014 da mesma competição. Naquele ano, o Atlético foi sorteado no Grupo 4, com Independiente Santa Fe, Nacional (Paraguai), e Zamora (Venezuela). A equipe terminou em primeiro lugar no grupo, com três vitórias e três empates, e avançou para as oitavas-de-final, em que enfrentou o Atlético Nacional, da Colômbia. O Atlético Mineiro perdeu o primeiro jogo por 1 a 0 em Medellín, e abriu o marcador no segundo jogo em casa, mas um gol do Atlético Nacional aos 87 minutos significou a eliminação. O Atlético Mineiro também participou da edição de 2014 da Recopa Sul-Americana, disputada entre os campeões da Copa Libertadores e da Copa Sul-Americana do ano anterior. O clube novamente defrontou o Lanús em uma final continental, e venceu a partida de ida por 1 a 0 na Argentina. Apesar de ter marcado primeiro no jogo da volta no Mineirão, o Atlético sofreu uma virada, e o placar agregado após 90 minutos marcava 3 a 3. Na prorrogação, dois gols contra de jogadores do Lanús alteraram o placar para 5 a 3 a favor do Atlético, que garantiu o título.[carece de fontes?]
O Atlético classificou-se para a Copa Libertadores de 2015 após vencer a Copa do Brasil de 2014, derrotando nas finais o rival Cruzeiro. Ao contrário dos anos anteriores, a equipe teve dificuldades na fase de grupos, em que participou do Grupo 1, com o chileno Colo-Colo, o mexicano Atlas, e novamente o Independiente Santa Fe. O Atlético se classificou para a fase seguinte em segundo lugar, e foi eliminado nas oitavas-de-final pelo Internacional, com um empate por 2 a 2 em Belo Horizonte e uma derrota por 3 a 1 em Porto Alegre.[carece de fontes?] O clube se classificou para a Copa Libertadores de 2016 ao terminar como vice-campeão do Campeonato Brasileiro de 2015. Em 2016, a CONMEBOL introduziu um ranking de clubes, e por sua classificação o Atlético foi um dos cabeças de chave da competição. Juntaram-se ao clube no Grupo 5 o campeão peruano Melgar, o equatoriano Independiente del Valle e o Colo-Colo. A equipe classificou-se em primeiro lugar no grupo, e eliminou o argentino Racing nas oitavas-de-final, com um empate sem gols em El Cilindro e uma vitória por 2 a 1 em casa. O Atlético foi eliminado na fase seguinte pelo São Paulo pelo critério dos gols marcados fora, após perder por 1 a 0 no Morumbi e vencer por 2 a 1 no Independência.[carece de fontes?]> Em janeiro do mesmo ano, o clube disputara e vencera a Florida Cup, um torneio amistoso realizado no estado homônimo nos Estados Unidos. Em novembro, o Atlético Mineiro se classificou para a Copa Libertadores de 2017, sua quinta participação consecutiva na competição.

## Recordes e estatísticas
As estatísticas referem-se a jogos do clube em competições continentais e intercontinentais oficiais, no futebol masculino profissional.

### Equipe e jogadores
- Primeira partida: Atlético Mineiro 2–2 São Paulo, Copa Libertadores, 30 de janeiro de 1972
- Primeiro gol marcado: Wanderley Paiva, contra São Paulo
- Maior vitória em casa:
  - Atlético Mineiro 6–0 Mineros, Copa Conmebol, 14 de novembro de 1995[carece de fontes?]
  - Atlético Mineiro 6–0 Cobreloa, Copa Libertadores, 5 de abril de 2000
- Maior vitória fora de casa: Sport Boys-BOL 1–5 Atlético Mineiro, Copa Libertadores, 07 de maio de 2017
- Maior derrota em casa: Atlético Mineiro 2–5 Botafogo, Copa Sul-Americana, 27 de agosto de 2008
- Maior derrota fora de casa:
  - Rosario Central 4–0 Atlético Mineiro, Copa Conmebol, 19 de dezembro de 1995
  - Bolívar 4–0 Atlético Mineiro, Copa Libertadores, 22 de março de 2000
- Maior público em casa: 60.116, contra Olimpia, na Copa Conmebol de 1992[carece de fontes?]
- Maior número de jogos: Victor, 41[carece de fontes?]
- Maiores artilheiros: Guilherme e Jô, 11[carece de fontes?]

Legenda
| - P = Participações - J = Partidas jogadas - V = Vitórias - E = Empates - D = Derrotas | - GF = Gols a favor - GC = Gols contra - SG = Saldo de gols - FG = Fase de grupos - FP = Fase preliminar | - F1 = Primeira fase - F2 = Segunda fase - OF = Oitavas-de-final - QF = Quartas-de-final - SF = semifinais | \| C \| Campeão \| \| VC \| Vice-campeão \| |
| C                                                                                      | Campeão                                                                                                  | |                                             |
| VC                                                                                     | Vice-campeão                                                                                             | |                                             |

### Histórico de partidas
| Ano  | Competição                      | Fase                 | Adversário              | Casa      | Fora | Agr./Pos. | Ref. |
| ---- | ------------------------------- | -------------------- | ----------------------- | --------- | ---- | --------- | ---- |
| 1972 | Copa Libertadores da América    | FG                   | São Paulo               | 2–2       | 0–0  | 4º        |      |
| 1972 | Copa Libertadores da América    | FG                   | Cerro Porteño           | 1–1       | 0–1  | 4º        |      |
| 1972 | Copa Libertadores da América    | FG                   | Olimpia                 | 0–0       | 2–2  | 4º        |      |
| 1978 | Copa Libertadores da América    | FG                   | Unión Española          | 5–1       | 1–1  | 1º        |      |
| 1978 | Copa Libertadores da América    | FG                   | São Paulo               | 1–1       | 2–1  | 1º        |      |
| 1978 | Copa Libertadores da América    | FG                   | Palestino               | 2–0       | 5–4  | 1º        |      |
| 1978 | Copa Libertadores da América    | SF                   | Boca Juniors            | 1–2       | 1–3  | 3º        |      |
| 1978 | Copa Libertadores da América    | SF                   | River Plate             | 1–0       | 0–1  | 3º        |      |
| 1981 | Copa Libertadores da América    | FG                   | Flamengo                | 2–2       | 2–2  | 2º        |      |
| 1981 | Copa Libertadores da América    | FG                   | Olimpia                 | 1–0       | 0–0  | 2º        |      |
| 1981 | Copa Libertadores da América    | FG                   | Cerro Porteño           | 2–2       | 1–2  | 2º        |      |
| 1981 | Copa Libertadores da América    | JD                   | Flamengo                | —         | —    | 0–0       |      |
| 1992 | Copa Conmebol                   | OF                   | Fluminense              | 5–1       | 1–2  | 6–3       |      |
| 1992 | Copa Conmebol                   | QF                   | Atlético Junior         | 3–0       | 2–2  | 5–2       |      |
| 1992 | Copa Conmebol                   | SF                   | El Nacional             | 2–0       | 0–1  | 2–1       |      |
| 1992 | Copa Conmebol                   | F                    | Olimpia                 | 2–0       | 0–1  | 2–1       |      |
| 1993 | Copa Ouro                       | SF                   | Cruzeiro                | —         | —    | 0–0       |      |
| 1993 | Copa Ouro                       | F                    | Boca Juniors            | 0–0       | 0–1  | 0–1       |      |
| 1993 | Copa Conmebol                   | OF                   | Fluminense              | 2–0       | 0–2  | 2–2       |      |
| 1993 | Copa Conmebol                   | QF                   | Sipesa                  | 1–0       | 1–1  | 2–1       |      |
| 1993 | Copa Conmebol                   | SF                   | Botafogo                | 3–1       | 0–3  | 3–4       |      |
| 1995 | Copa Conmebol                   | 1F                   | Guarani                 | 1–1       | 1–0  | 2–1       |      |
| 1995 | Copa Conmebol                   | QF                   | Mineros                 | 6–0       | 4–0  | 10–0      |      |
| 1995 | Copa Conmebol                   | SF                   | América de Cali         | 1–0       | 3–4  | 4–4       |      |
| 1995 | Copa Conmebol                   | F                    | Rosario Central         | 4–0       | 0–4  | 4–4       |      |
| 1996 | Copa Master da Conmebol         | SF                   | Rosario Central         | —         | —    | 0–0       |      |
| 1996 | Copa Master da Conmebol         | F                    | São Paulo               | —         | —    | 0–3       |      |
| 1997 | Copa Conmebol                   | OF                   | Portuguesa              | 0–0       | 4–1  | 4–1       |      |
| 1997 | Copa Conmebol                   | QF                   | América de Cali         | 2–1       | 1–1  | 3–2       |      |
| 1997 | Copa Conmebol                   | SF                   | Universitario           | 4–0       | 2–0  | 6–0       |      |
| 1997 | Copa Conmebol                   | F                    | Lanús                   | 1–1       | 4–1  | 5–2       |      |
| 1998 | Copa Conmebol                   | OF                   | Cerro Corá              | 2–2       | 0–0  | 2–2       |      |
| 1998 | Copa Conmebol                   | QF                   | Jorge Wilstermann       | 3–1       | 1–0  | 4–1       |      |
| 1998 | Copa Conmebol                   | SF                   | Rosario Central         | 0–1       | 1–1  | 1–2       |      |
| 2000 | Copa Libertadores da América    | FG                   | Bolívar                 | 1–0       | 0–4  | 2º        |      |
| 2000 | Copa Libertadores da América    | FG                   | Bella Vista             | 2–1       | 0–1  | 2º        |      |
| 2000 | Copa Libertadores da América    | FG                   | Cobreloa                | 6–0       | 0–1  | 2º        |      |
| 2000 | Copa Libertadores da América    | OF                   | Atlético Paranaense     | 1–0       | 1-2  | 2–2       |      |
| 2000 | Copa Libertadores da América    | QF                   | Corinthians             | 1–1       | 1–2  | 2–3       |      |
| 2000 | Copa Mercosul                   | FG                   | Peñarol                 | 2–1       | 2–2  | 1º        |      |
| 2000 | Copa Mercosul                   | FG                   | Vasco da Gama           | 2–0       | 0–2  | 1º        |      |
| 2000 | Copa Mercosul                   | FG                   | San Lorenzo             | 3–2       | 4–3  | 1º        |      |
| 2000 | Copa Mercosul                   | QF                   | Boca Juniors            | 2–0       | 2–2  | 4–2       |      |
| 2000 | Copa Mercosul                   | SF                   | Palmeiras               | 0–2       | 1–4  | 1–6       |      |
| 2003 | Copa Sul-Americana              | FP                   | Corinthians             | —         | 2–0  | 2º        |      |
| 2003 | Copa Sul-Americana              | FP                   | Fluminense              | 0–2       | —    | 2º        |      |
| 2004 | Copa Sul-Americana              | FP                   | Goiás                   | 1–1       | 2–4  | 3–5       |      |
| 2008 | Copa Sul-Americana              | 1F                   | Botafogo                | 2–5       | 1–3  | 3–8       |      |
| 2009 | Copa Sul-Americana              | 1F                   | Goiás                   | 1–1       | 1–1  | 2–2       |      |
| 2010 | Copa Sul-Americana              | R2                   | Grêmio Prudente         | 1–0       | 0–0  | 1–0       |      |
| 2010 | Copa Sul-Americana              | R16                  | Santa Fe                | 2–0       | 0–1  | 2–1       |      |
| 2010 | Copa Sul-Americana              | QF                   | Palmeiras               | 1–1       | 0–2  | 1–3       |      |
| 2011 | Copa Sul-Americana              | R2                   | Botafogo                | 1–2       | 0–1  | 1–3       |      |
| 2013 | Copa Libertadores da América    | FG                   | São Paulo               | 2–1       | 0–2  | 1º        |      |
| 2013 | Copa Libertadores da América    | FG                   | The Strongest           | 2–1       | 2–1  | 1º        |      |
| 2013 | Copa Libertadores da América    | FG                   | Arsenal de Sarandí      | 5–2       | 5–2  | 1º        |      |
| 2013 | Copa Libertadores da América    | OF                   | São Paulo               | 4–1       | 2–1  | 6–2       |      |
| 2013 | Copa Libertadores da América    | QF                   | Tijuana                 | 1–1       | 2–2  | 3–3       |      |
| 2013 | Copa Libertadores da América    | SF                   | Newell's Old Boys       | 2–0       | 0–2  | 2–2       |      |
| 2013 | Copa Libertadores da América    | F                    | Olimpia                 | 2–0 (pro) | 0–2  | 2–2       |      |
| 2013 | Copa do Mundo de Clubes da FIFA | SF                   | Raja Casablanca         | —         | —    | 1–3       |      |
| 2013 | Copa do Mundo de Clubes da FIFA | 3º                   | Guangzhou Evergrande    | —         | —    | 3–2       |      |
| 2014 | Copa Libertadores da América    | FG                   | Nacional                | 1–1       | 2–2  | 1º        |      |
| 2014 | Copa Libertadores da América    | FG                   | Zamora                  | 1–0       | 1–0  | 1º        |      |
| 2014 | Copa Libertadores da América    | FG                   | Santa Fe                | 2–1       | 1–1  | 1º        |      |
| 2014 | Copa Libertadores da América    | OF                   | Atlético Nacional       | 1–1       | 0–1  | 1–2       |      |
| 2014 | Recopa Sul-Americana            | Recopa Sul-Americana | Lanús                   | 4–3 (pro) | 1–0  | 5–3       |      |
| 2015 | Copa Libertadores da América    | FG                   | Santa Fe                | 2–0       | 1–0  | 2º        |      |
| 2015 | Copa Libertadores da América    | FG                   | Colo-Colo               | 2–0       | 0–2  | 2º        |      |
| 2015 | Copa Libertadores da América    | FG                   | Atlas                   | 0–1       | 0–1  | 2º        |      |
| 2015 | Copa Libertadores da América    | OF                   | Internacional           | 2–2       | 1–3  | 3–5       |      |
| 2016 | Copa Libertadores da América    | FG                   | Colo-Colo               | 3–0       | 0–0  | 1º        |      |
| 2016 | Copa Libertadores da América    | FG                   | Independiente del Valle | 1–0       | 2–3  | 1º        |      |
| 2016 | Copa Libertadores da América    | FG                   | Melgar                  | 4–0       | 2–1  | 1º        |      |
| 2016 | Copa Libertadores da América    | OF                   | Racing                  | 2–1       | 0–0  | 2–1       |      |
| 2016 | Copa Libertadores da América    | QF                   | São Paulo               | 2–1       | 0–1  | 2–2       |      |
| 2017 | Copa Libertadores da América    | FG                   | Godoy Cruz              | 1-1       | 4-1  | 1º        |      |
| 2017 | Copa Libertadores da América    | FG                   | Sport Boys              | 5-2       | 5-1  | 1º        |      |
| 2017 | Copa Libertadores da América    | FG                   | Libertad                | 0–1       | 2-0  | 1º        |      |
| 2017 | Copa Libertadores da América    | OF                   | Jorge Wilstermann       | 0-1       | 0-0  | 0-1       |      |
| 2018 | Copa Sul-Americana              | 1F                   | San Lorenzo             | 0-1       | 0-0  | 0-1       |      |
| 2019 | Copa Libertadores da América    | 2F                   | Danubio                 | 2-2       | 3-2  | 5-4       |      |
| 2019 | Copa Libertadores da América    | 3F                   | Defensor Sporting       | 2–0       | 0–0  | 2–0       |      |
| 2019 | Copa Libertadores da América    | FG                   | Cerro Porteño           | 0-1       | 1-4  | 3º        |      |
| 2019 | Copa Libertadores da América    | FG                   | Nacional                | 0-1       | 0-1  | 3º        |      |
| 2019 | Copa Libertadores da América    | FG                   | Zamora                  | 3-2       | 2–1  | 3º        |      |
| 2019 | Copa Sul-Americana              | 2F                   | Unión La Calera         | 0-1       | 1-0  | 1-1       |      |
| 2019 | Copa Sul-Americana              | OF                   | Botafogo                | 1-0       | 2–0  | 3-0       |      |
| 2019 | Copa Sul-Americana              | QF                   | La Equidad              | 2-1       | 3-1  | 5-2       |      |
| 2019 | Copa Sul-Americana              | SF                   | Colón                   | 1-2       | 2-1  | 3-3       |      |
| 2020 | Copa Sul-Americana              | 1F                   | Unión de Santa Fe       | 0-3       | 2-0  | 2-3       |      |
| 2021 | Copa Libertadores da América    | FG                   | Deportivo La Guaira     | 1-1       | 4-0  | 1º        |      |
| 2021 | Copa Libertadores da América    | FG                   | América de Cali         | 2–1       | 3–1  | 1º        |      |
| 2021 | Copa Libertadores da América    | FG                   | Cerro Porteño           | 4-0       | 1-0  | 1º        |      |
| 2021 | Copa Libertadores da América    | OF                   | Boca Juniors            | 0-0       | 0-0  | 0-0       |      |
| 2021 | Copa Libertadores da América    | QF                   | River Plate             | 1-0       | 3-0  | 4-0       |      |
| 2021 | Copa Libertadores da América    | SF                   | Palmeiras               | 0-0       | 1-1  | 1-1       |      |
| 2022 | Copa Libertadores da América    | FG                   | Deportes Tolima         | 2-0       | 1-2  | 1º        |      |
| 2022 | Copa Libertadores da América    | FG                   | América Mineiro         | 1-1       | 2-1  | 1º        |      |
| 2022 | Copa Libertadores da América    | FG                   | Independiente del Valle | 1-1       | 3-1  | 1º        |      |
| 2022 | Copa Libertadores da América    | OF                   | Emelec                  | 1-1       | 1-0  | 2-1       |      |
| 2022 | Copa Libertadores da América    | QF                   | Palmeiras               | 2-2       | 0-0  | 2-2       |      |
| 2023 | Copa Libertadores da América    | 2F                   | Carabobo                | 0-0       | 3-1  | 3-1       |      |
| 2023 | Copa Libertadores da América    | 3F                   | Millonarios             | 1-1       | 3-1  | 4-2       |      |
| 2023 | Copa Libertadores da América    | FG                   | Libertad                | 0-1       | 1-1  | 2º        |      |
| 2023 | Copa Libertadores da América    | FG                   | Athletico Paranaense    | 1-2       | 2-1  | 2º        |      |
| 2023 | Copa Libertadores da América    | FG                   | Alianza Lima            | 2-0       | 1-0  | 2º        |      |
| 2023 | Copa Libertadores da América    | OF                   | Palmeiras               | 0-1       | 0-0  | 0-1       |      |
| 2024 | Copa Libertadores da América    | FG                   | Peñarol                 | 3-2       | 0–2  | 1º        |      |
| 2024 | Copa Libertadores da América    | FG                   | Rosario Central         | 2–1       | 1-0  | 1º        |      |
| 2024 | Copa Libertadores da América    | FG                   | Caracas                 | 4-0       | 4-1  | 1º        |      |
| 2024 | Copa Libertadores da América    | OF                   | San Lorenzo             | 1–0       | 1–1  | 2–1       |      |
| 2024 | Copa Libertadores da América    | QF                   | Fluminense              | 2–0       | 0-1  | 2-1       |      |
| 2024 | Copa Libertadores da América    | SF                   | River Plate             | 3–0       | 0–0  | 3-0       |      |
| 2024 | Copa Libertadores da América    | F                    | Botafogo                | —         | —    | 1–3       |      |
| 2025 | Copa Sul-Americana              | FG                   | Caracas                 | 3-1       | 1-1  | 2º        |      |
| 2025 | Copa Sul-Americana              | FG                   | Cienciano               | 1–1       | 0–0  | 2º        |      |
| 2025 | Copa Sul-Americana              | FG                   | Deportes Iquique        | 4-0       | 2-3  | 2º        |      |
| 2025 | Copa Sul-Americana              | PLO                  | Atlético Bucaramanga    | 0-1       | 1-0  | 1-1       |      |
| 2025 | Copa Sul-Americana              | OF                   | Godoy Cruz              |           |      |           |      |

### Por temporada
| Ano  | Competição                      | J  | V | E | D | GF | GC | SG  | Fase |
| ---- | ------------------------------- | -- | - | - | - | -- | -- | --- | ---- |
| 1972 | Copa Libertadores da América    | 6  | 0 | 4 | 2 | 5  | 6  | −1  | FG   |
| 1978 | Copa Libertadores da América    | 10 | 5 | 2 | 3 | 19 | 14 | +5  | SF   |
| 1981 | Copa Libertadores da América    | 7  | 2 | 5 | 0 | 8  | 6  | +2  | FG   |
| 1992 | Copa Conmebol                   | 8  | 4 | 1 | 3 | 15 | 7  | +8  | C    |
| 1993 | Copa Conmebol                   | 6  | 3 | 1 | 2 | 7  | 7  | 0   | SF   |
| 1993 | Copa Ouro                       | 3  | 0 | 2 | 1 | 0  | 1  | −1  | VC   |
| 1995 | Copa Conmebol                   | 8  | 5 | 1 | 2 | 20 | 9  | +11 | VC   |
| 1996 | Copa Master da Conmebol         | 2  | 0 | 1 | 1 | 0  | 3  | −3  | VC   |
| 1997 | Copa Conmebol                   | 8  | 5 | 3 | 0 | 18 | 5  | +13 | C    |
| 1998 | Copa Conmebol                   | 6  | 2 | 3 | 1 | 7  | 5  | +2  | SF   |
| 2000 | Copa Libertadores da América    | 10 | 4 | 1 | 5 | 13 | 12 | +1  | QF   |
| 2000 | Copa Mercosul                   | 9  | 5 | 2 | 2 | 18 | 12 | +6  | SF   |
| 2003 | Copa Sul-Americana              | 2  | 1 | 0 | 1 | 2  | 2  | 0   | FP   |
| 2004 | Copa Sul-Americana              | 2  | 0 | 1 | 1 | 3  | 5  | −2  | FP   |
| 2008 | Copa Sul-Americana              | 2  | 0 | 0 | 2 | 3  | 8  | −5  | F1   |
| 2009 | Copa Sul-Americana              | 2  | 0 | 2 | 0 | 2  | 2  | 0   | F1   |
| 2010 | Copa Sul-Americana              | 6  | 2 | 2 | 2 | 4  | 4  | 0   | QF   |
| 2011 | Copa Sul-Americana              | 2  | 0 | 0 | 2 | 1  | 3  | −2  | F2   |
| 2013 | Copa Libertadores da América    | 14 | 9 | 2 | 3 | 29 | 18 | +11 | C    |
| 2013 | Copa do Mundo de Clubes da FIFA | 2  | 1 | 0 | 1 | 4  | 5  | −1  | SF   |
| 2014 | Copa Libertadores da América    | 8  | 3 | 4 | 1 | 9  | 7  | +2  | OF   |
| 2014 | Recopa Sul-Americana            | 2  | 2 | 0 | 0 | 5  | 3  | +2  | C    |
| 2015 | Copa Libertadores da América    | 8  | 3 | 1 | 4 | 8  | 9  | −1  | OF   |
| 2016 | Copa Libertadores da América    | 10 | 6 | 2 | 2 | 16 | 7  | +9  | QF   |
| 2017 | Copa Libertadores da América    | 8  | 4 | 2 | 2 | 17 | 7  | +10 | OF   |
| 2018 | Copa Sul-Americana              | 2  | 0 | 1 | 1 | 0  | 1  | -1  | 1F   |
| 2019 | Copa Libertadores da América    | 10 | 4 | 2 | 4 | 13 | 14 | -1  | FG   |
| 2019 | Copa Sul-Americana              | 8  | 6 | 0 | 2 | 12 | 6  | +6  | SF   |
| 2020 | Copa Sul-Americana              | 2  | 1 | 0 | 1 | 2  | 3  | -1  | 1F   |
| 2021 | Copa Libertadores da América    | 12 | 7 | 5 | 0 | 20 | 4  | +16 | SF   |
| 2022 | Copa Libertadores da América    | 10 | 4 | 5 | 1 | 14 | 9  | +5  | QF   |
| 2023 | Copa Libertadores da América    | 12 | 5 | 4 | 3 | 14 | 9  | +5  | OF   |
| 2024 | Copa Libertadores da América    | 13 | 8 | 2 | 3 | 22 | 11 | +11 | VC   |
| 2025 | Copa Sul-Americana              | 8  | 3 | 3 | 2 | 12 | 7  | +5  | OF   |

### Por competição
| Competição                      | P  | J   | V  | E  | D  | GF  | GC  | SG  | %V     |
| ------------------------------- | -- | --- | -- | -- | -- | --- | --- | --- | ------ |
| Copa Libertadores da América    | 14 | 138 | 64 | 41 | 33 | 207 | 133 | +74 | 46,38% |
| Copa Conmebol                   | 5  | 36  | 19 | 9  | 8  | 67  | 33  | +34 | 52,78% |
| Copa Ouro                       | 1  | 3   | 0  | 2  | 1  | 0   | 1   | −1  | 0%     |
| Copa Master da Conmebol         | 1  | 2   | 0  | 1  | 1  | 0   | 3   | −3  | 0%     |
| Copa Mercosul                   | 1  | 10  | 5  | 2  | 3  | 18  | 18  | 0   | 50%    |
| Copa Sul-Americana              | 10 | 36  | 13 | 9  | 14 | 41  | 41  | +0  | 36,11% |
| Recopa Sul-Americana            | 1  | 2   | 2  | 0  | 0  | 5   | 3   | +2  | 100%   |
| Copa do Mundo de Clubes da FIFA | 1  | 2   | 1  | 0  | 1  | 4   | 5   | −1  | 50%    |
| Total                           | 32 | 208 | 93 | 59 | 56 | 308 | 219 | +89 | 44,71% |

### Por país
| País      | J  | V  | E  | D  | GF | GC | SG  | %V     |
| --------- | -- | -- | -- | -- | -- | -- | --- | ------ |
| Argentina | 44 | 22 | 12 | 10 | 57 | 41 | +16 | 45,95% |
| Bolívia   | 10 | 7  | 1  | 2  | 19 | 11 | +8  | 70%    |
| Brasil    | 65 | 19 | 23 | 23 | 74 | 83 | −9  | 29,23% |
| Chile     | 14 | 8  | 2  | 4  | 31 | 13 | +18 | 57,14% |
| China     | 1  | 1  | 0  | 0  | 3  | 2  | +1  | 100%   |
| Colômbia  | 24 | 14 | 5  | 5  | 39 | 20 | +19 | 58,33% |
| Equador   | 8  | 4  | 2  | 2  | 11 | 7  | +4  | 50%    |
| México    | 4  | 0  | 2  | 2  | 3  | 5  | −2  | 0%     |
| Marrocos  | 1  | 0  | 0  | 1  | 1  | 3  | −2  | 0%     |
| Paraguai  | 24 | 7  | 9  | 8  | 25 | 22 | +3  | 29,17% |
| Peru      | 10 | 7  | 3  | 0  | 18 | 3  | +15 | 70%    |
| Uruguai   | 12 | 5  | 3  | 4  | 16 | 15 | +1  | 41,67% |
| Venezuela | 14 | 11 | 3  | 0  | 36 | 8  | +28 | 78,57% |

### Finais disputadas
Gols do Atlético Mineiro listados primeiro nos placares.
| Ano  | Competição                   | Adversário      | Placar                | Local                                          |
| ---- | ---------------------------- | --------------- | --------------------- | ---------------------------------------------- |
| 1992 | Copa Conmebol                | Olimpia         | 2–0                   | Mineirão, Belo Horizonte (jogo de ida)         |
| 1992 | Copa Conmebol                | Olimpia         | 0–1                   | Defensores del Chaco, Assunção (jogo de volta) |
| 1993 | Copa Ouro                    | Boca Juniors    | 0–0                   | Mineirão, Belo Horizonte (jogo de ida)         |
| 1993 | Copa Ouro                    | Boca Juniors    | 0–1                   | La Bombonera, Buenos Aires (jogo de volta)     |
| 1995 | Copa Conmebol                | Rosario Central | 4–0                   | Mineirão, Belo Horizonte (jogo de ida)         |
| 1995 | Copa Conmebol                | Rosario Central | 0–4 (3–4 pen.)        | Gigante de Arroyito, Rosario (jogo de volta)   |
| 1996 | Copa Master da Conmebol      | São Paulo       | 0–3                   | Verdão, Cuiabá                                 |
| 1997 | Copa Conmebol                | Lanús           | 4–1                   | La Fortaleza, Lanús (jogo de ida)              |
| 1997 | Copa Conmebol                | Lanús           | 1–1                   | Mineirão, Belo Horizonte (jogo de volta)       |
| 2013 | Copa Libertadores da América | Olimpia         | 0–2                   | Defensores del Chaco, Assunção (jogo de ida)   |
| 2013 | Copa Libertadores da América | Olimpia         | 2–0 (pro.) (4–3 pen.) | Mineirão, Belo Horizonte (jogo de volta)       |
| 2014 | Recopa Sul-Americana         | Lanús           | 1–0                   | La Fortaleza, Lanús (jogo de ida)              |
| 2014 | Recopa Sul-Americana         | Lanús           | 4–3 (pro.)            | Mineirão, Belo Horizonte (jogo de volta)       |
| 2024 | Copa Libertadores da América | Botafogo        | 1–3                   | Estádio Mâs Monumental, Buenos Aires           |